# Монтефиоре Конка
Монтефио̀ре Ко̀нка (на италиански: Montefiore Conca, на местен диалект Munt Fior, Мунт Фиор) е село и община в северна Италия, провинция Римини, регион Емилия-Романя. Разположено е на 385 m надморска височина (на брега на Адриатическото море. Населението на общината е 2231 души (към 2010 г.).